# Las Aldehuelas
Las Aldehuelas település Spanyolországban, Soria tartományban. Las Aldehuelas Vizmanos, Villar del Río, Oncala, Arévalo de la Sierra és Sierra de Urbión községekkel határos. Lakosainak száma 60 fő (2024).

## Népesség
A település népessége az elmúlt években az alábbi módon változott:
| Lakosok száma | 113  | 104  | 99   | 95   | 84   | 75   | 65   | 64   | 58   | 60   |
|               | 2001 | 2004 | 2007 | 2009 | 2012 | 2014 | 2017 | 2019 | 2022 | 2024 |